# تئو ریوکی
تئو ریوکی (یونانی: Θεόδωρος Ριούκι Καμεκούρα Παναγόπουλος؛ زادهٔ ۳۱ ژوئیهٔ ۱۹۹۵) بازیکن فوتبال اهل ژاپن است.
از باشگاه‌هایی که در آن بازی کرده‌است می‌توان به باشگاه فوتبال پورتو اشاره کرد.